# بالازی
بالازی (به فرانسوی: Balazé) یک کمون (فرانسه) در فرانسه است که در canton of Vitré-Est واقع شده‌است. بالازی ۳۶٫۶۶ کیلومتر مربع مساحت دارد.